# Feelgood (genre)
| Feelgood |
| --- |
| - Betydelse – genre inom litteratur, film och musik - Typiska drag – positiva slut, lättsamt, rask handling, fantasifullt persongalleri |

Feelgood är en genre inom litteratur, musik och film med syftet att få mottagaren att må bra. Genren ligger nära chicklit och romance. Vanligtvis finns det en kärlekshistoria i centrum, men det kan även finnas andra förvecklingar, till exempel kring pensionärer. Inom musiken kretsar feelgoodgenren kring positiv text, tonart och tempo.

## Exempel
Inom den litterära världen finns många exempel på feelgoodlitteratur: Damernas detektivbyrå av Alexander McCall Smith, Fredrik Backmans En man som heter Ove, Jonas Jonassons Hundraåringen som klev ut genom fönstret och försvann, Karin Brunk Holmqvists Potensgivarna och Catharina Ingelman-Sundbergs Kaffe med rån. Ytterligare nyutkomna feelgoodromaner är "mormorstrilogin" av Kaj Branzell: "Mormor på rymmen", "Mormors val" och "Mormor i karantän".
Bland de låtar som bedömts vara mest feelgood finns Walking on Sunshine (Katrina & The Waves), I Will Survive (Gloria Gaynor), Livin' on a Prayer (Bon Jovi), Girls Just Wanna Have Fun (Cyndi Lauper), I'm a Believer (The Monkees), Eye of the Tiger (Survivor), Uptown Girl (Billy Joel), Good Vibrations (The Beach Boys), Dancing Queen (Abba), och Don't Stop Me Now (Queen).

## Mottagande
Genren ses ibland som att den saknar intellektuellt eller känslomässigt djup. Andra försvarar genren med att den underlättar avslappning. Musikgenren kan hjälpa lyssnaren att låta tankarna vandra.
Genren är mycket vanlig över flera språkområden. Inom filmvärlden är genren etablerad sedan 1960-talet.